# Messelager Köln
Das Messelager Köln war ein von 1939 bis 1945 bestehender Lagerkomplex auf dem Gelände der Kölner Messe im rechtsrheinischen Kölner Stadtteil Deutz. Dazu gehörte ein Außenlager des KZ Buchenwald, das als SS-Baubrigade III von September 1942 bis Mai 1944 dort untergebracht war. Die Häftlinge wurden zu Aufräumungsarbeiten, zur Trümmerbeseitigung und Bergung von Leichen nach Bombenangriffen sowie zur Blindgängerbeseitigung in Bombensprengkommandos gezwungen. Weiterhin gab es auf dem Gelände ein Kriegsgefangenenlager, ein Polizeihilfsgefängnis (Arbeitserziehungslager) der Gestapo sowie Lager für zivile Zwangsarbeiter. Die Messe diente auch als Sammellager für die Deportation der jüdischen Bevölkerung und der Sinti und Roma („Zigeuner“).

## Vorgeschichte
Unmittelbar nach Beginn des Zweiten Weltkriegs beschlagnahmte die Wehrmacht große Bereiche des Kölner Messegeländes. Kurz nach Kriegsbeginn wurden erste Kriegsgefangene – rund 1000 Polen – in der Osthalle interniert; nach der Kapitulation Frankreichs im Sommer 1940 folgten französische Gefangene, nach dem deutschen Überfall auf die Sowjetunion sowjetische Kriegsgefangene. Alle Häftlinge wurden als Zwangsarbeiter eingesetzt, in der Landwirtschaft, im Bau und anderen Bereichen.
1940 diente das Gelände der Messe vom 16. bis 21. Mai im Rahmen der sogenannten Mai-Deportation als regionales Sammellager für rund 1000 Sinti und Roma unter anderem aus Köln, Herne, Wuppertal, Wanne-Eickel, Aachen, Koblenz, Gelsenkirchen, Krefeld, Düsseldorf und Duisburg. In der Messe wurden sie, nach Städten getrennt, auf viereckige, mit Stroh gefüllte Viehboxen verteilt. Das vom Roten Kreuz ausgeteilte Essen war spärlich, die Säuglinge bekamen keine Milch. Die Rassenhygienische Forschungsstelle überprüfte noch einmal die Begutachtung der Verhafteten, und in der Folge wurde eine geringe Anzahl der Verhafteten von der Deportation ausgenommen. Die Selektionen leitete Josef Ochs von der Kriminalpolizei. Anschließend ging die Deportation unter SS-Bewachung mit der Reichsbahn in das Generalgouvernement Polen. Dort wurden sie in verschiedene Lager oder Zwangsarbeitskolonnen eingewiesen, später auch in Ghettos. Man schätzt, dass mehr als die Hälfte von ihnen dort ums Leben kamen.
Auch bei der Deportation der Kölner Juden ab 1941 wurden die Messehallen genutzt (siehe: Artikel Jüdische Geschichte in Köln).
1942 wurde der Messebetrieb auf dem Gelände, der ohnehin stark eingeschränkt gewesen war, gänzlich eingestellt.

## Außenlager des KZ Buchenwald
Nachdem in der Nacht vom 30. auf den 31. Mai 1942 englische Bomber den bisher schwersten Angriff auf Köln geflogen waren, wurde aus Sicht der NS-Behörden ein größerer Einsatz von Häftlingen für Aufräum- und Wiederherstellungsarbeiten wie auch zum Bombenräumen notwendig. Reichsführer SS Heinrich Himmler ordnete an, dass zu diesem Zwecke KZ-Häftlinge eingesetzt werden sollten, die bis dahin vorrangig in Betrieben in der Nähe ihrer Lager gearbeitet hatten. Köln war die erste Stadt, in die eine solche SS-Baubrigade geschickt wurde, nachdem sich die Stadt mit Nachdruck dafür eingesetzt hatte; sie musste für die Arbeiter Lohnkosten an die SS zahlen. Diese SS-Baubrigade III bestand aus rund 1000 Häftlingen aus dem KZ Buchenwald, von denen 300 vorgeschickt wurden, um die Kongresshalle für die Unterbringung der Arbeiter vorzubereiten; die Zahl der untergebrachten Gefangenen schwankte in den kommenden Jahren aufgrund von Krankheit oder Tod. Insgesamt geht man von einer Gesamtzahl von 6000 Menschen aus, die die SS-Baubrigade III in Köln durchlaufen haben.
Im März 1944 wurden 500 Häftlinge aus Köln nach Nordfrankreich zur neu eingerichteten Baubrigade V verlegt, um dort an der Westfront Stellungsanlagen für die Rakete A 4 zu bauen. Die in Köln zurückgebliebenen Männer wurden im Mai desselben Jahres nach Wieda im Harz transportiert, um dort Schienenwege für die geplante unterirdische Raketenproduktion im KZ Mittelbau-Dora anzulegen. Im April 1945 wurden die Häftlinge von der SS auf einen Todesmarsch getrieben. Unter den Opfern des Massakers in Gardelegen waren auch Häftlinge der SS-Baubrigade III.
Nach dem Abzug der SS-Baubrigade III kamen drei weitere KZ-Außenlager aus Buchenwald nach Köln: das KZ-Außenlager Köln-Stadt, das KZ-Außenlager Köln-Westwaggon und das KZ-Außenlager Köln-Ford.

### KZ-Häftlinge
Unter den Häftlingen waren rund 20 Nationalitäten vertreten, darunter 80 Prozent Ausländer, hauptsächlich Sowjetbürger oder Polen. Die Häftlinge wurden von den Nationalsozialisten in verschiedene Häftlingskategorien aufgeteilt, wie „Politische“, „Berufsverbrecher“ oder „Homosexuelle“, „Juden“ oder „Zigeuner“.
Häftlinge aus dem KZ Buchenwald bemühten sich darum, in ein Außenlager wie das in Köln verlegt zu werden. „Mit der Verlegung verbanden sich jedoch die Hoffnungen, auf weniger Brutalität, bessere Verpflegung und Kontaktmöglichkeiten nach außen zu treffen und vielleicht seine Flucht organisieren zu können.“ In der Tat gelang einigen Männern die Flucht, so etwa im Jahre 1944 insgesamt 157 Häftlingen. Häftlinge hingegen, die wegen schlechter Gesundheit in Köln nicht mehr ihre Leistung erbringen konnten, wurden nach Buchenwald zurückgeschickt. Die Drohung, ins Hauptlager zurückgeschickt zu werden, wurde auch zur Disziplinierung genutzt.
Doch die Gefangenen waren indes nicht bereit, sich widerstandslos in ihr Schicksal zu fügen. Es gab eine illegale Lagerleitung, die mit Häftlingen im Hauptlager in Buchenwald Nachrichten austauschte und sich über die allgemeine Kriegssituation anhand von gefundenen Flugblättern oder Zeitungen informierte. Für bedrohte Häftlinge wurde mithilfe von Außenkontakten die Flucht organisiert. Die Häftlinge schlossen sich zudem in Kameradschaftsgruppen zusammen, um sich gegenseitig zu unterstützen.
Mindestens 33 Häftlinge starben in den Sprengkommandos, mindestens 16 wurden auf der Flucht erschossen und mindestens 122 starben wegen der katastrophalen Lebensbedingungen oder fielen Verbrechen im Lager zum Opfer. Rund 460 Menschen wurden nach Buchenwald zurückgeschickt, wo viele von ihnen umkamen.

### Gestapo-Häftlinge
Ab September 1942 gab es im Bereich des heutigen „Tanzbrunnens“ ein Barackenlager, das von Polizei und Gestapo als „Polizeihilfsgefängnis“ (Arbeitserziehungslager) genutzt wurde. Hier wurden Frauen und Männer in Baracken gefangen gehalten, um sie zum Verhör ins EL-DE-Haus zu bringen, der Justiz vorzuführen, in ein Konzentrationslager zu deportieren oder nach einer Haftzeit von einigen Wochen wieder an ihre Arbeitsstätte zu entlassen. Ab April 1943 wurden Gestapohäftlinge auch in der SS-Baubrigade III untergebracht. Im Durchschnitt waren die Baracken mit rund 400 Personen belegt, wobei es sich überwiegend um ausländische Zwangsarbeitskräfte handelte.
Nach dem gescheiterten Attentat vom 20. Juli 1944 auf Adolf Hitler wurden reichsweite Verhaftungen durchgeführt, die als Aktion Gitter bezeichnet werden. Bekannte Politiker demokratischer Parteien, die im Zuge dieser Aktion verhaftet und in den Gestapo-Bereich des Messelagers Köln gebracht wurden, waren unter anderen der ehemalige Kölner Oberbürgermeister Konrad Adenauer, der den Bau des Messegeländes in den 1920er Jahren initiiert hatte, die ehemaligen Zentrumspolitiker Josef Baumhoff, Thomas Eßer, Otto Gerig, Joseph Roth, Peter Schlack sowie der KPD-Politiker Peter Paffenholz.

### SS-Lagerführung und Wachmannschaft
Kommandant des KZ-Außenlagers war bis Mai 1944 Karl-Wilhelm Völkner aus Quedlinburg, der zuvor dem SS-Wachbataillon in Buchenwald angehört hatte. Nach späteren Aussagen von Häftlingen sei er ein „überaus korrekter Mensch“ gewesen, der den SS-Männern das Schlagen der Häftlinge verboten habe, aber andererseits von ausgesprochener Hab- und Besitzgier gewesen sei. Es habe in Völkners wirtschaftlichem Interesse gelegen, dass die Häftlinge gut ernährt gewesen seien und keinen geschundenen Eindruck gemacht hätten. Auch ließ er die Gefangenen für sich stehlen und bereicherte sich an jüdischem Eigentum.
Die Wachmannschaft der SS bestand aus vergleichsweise wenig Männern, zwischen 30 und 40, was möglich war, weil das Messegelände abgesperrt war und nur einen einzigen Zugang hatte. Die SS-Leute wurden von Polizeireservisten und Wehrmachtposten unterstützt. Einige von ihnen misshandelten die Häftlinge brutal, schlugen und traten sie ohne Grund. Auch die Kapos, die ihre Mithäftlinge beaufsichtigen mussten, waren zum Teil für ihre Brutalität berüchtigt; einer von ihnen, der nach Zeugenaussagen mehrere Mithäftlinge tötete, wurde Blut-Müller genannt. Er wurde am 2. Dezember 1942 nachts im Keller erhängt; es ist unbekannt, von wem. 1943 erreichte es die illegale Lagerleitung, dass die brutalsten Kapos gegen eigene Leute ausgewechselt wurden; anschließend besserten sich die Bedingungen im Lager erheblich.
Die relativ kleine Wachmannschaft des Lagers war indes zahlenmäßig nicht in der Lage, die Häftlinge bei ihren Arbeiten – in kleinen Gruppen von bis zu acht Männern – vor Ort zu bewachen. Dazu wurden Polizeihilfskräfte herangezogen, die wehruntauglich waren. Die Häftlinge berichteten, „dass die Brutalität der Bewacher parallel zu dem für das Deutsche Reich immer schlechteren Kriegsverlauf und der zunehmenden Zerstörung der Stadt Köln durch Bombenangriffe abnahm“.

### Rolle der Stadt Köln und der Bevölkerung
Nach 1945 wurde die These bemüht, die SS habe der Stadt Köln den Arbeitseinsatz von KZ-Häftlingen „regelrecht aufgedrängt“, was sich als unzutreffend erwies: „Vielmehr hat die Stadt Köln eine aktive Rolle bei der Errichtung der Baubrigade III gespielt.“ Erfolgreich waren die Bemühungen der Stadt um diese begehrten billigen Arbeitskräfte durch die gute Vernetzung von Gauleiter Josef Grohé und Oberbürgermeister Robert Brandes im NS-Staat.
Die Kölner Bevölkerung wusste um die Existenz des Lagers, gehörten die KZ-Häftlinge in ihrer erkennbaren KZ-Häftlingskleidung doch zum täglichen Erscheinungsbild, da sie in den Straßen sowie in vielen Unternehmen arbeiteten. Das Lager selbst lag gegenüber der Innenstadt unübersehbar auf der anderen Rheinseite, und so mancher Kölner war vor Ort gewesen, da auf dem Gelände auch jüdisches Eigentum versteigert wurde, das die Deportierten in ihren Wohnungen hatten zurücklassen müssen oder das als Raubgut aus den besetzten Niederlanden in Schiffen herangefahren und in der Messe ausgeladen wurde. Und es gab Kölner, die den Häftlingen ihr Leben verdankten, da diese sie nach Bombenangriffen unter den Trümmern von Häusern gefunden und gerettet hatten. Andererseits gab es Menschen, die den Häftlingen heimlich Lebensmittel zusteckten. Ehemalige Gefangene berichteten später, dass Bewohner von Häusern, an denen sie arbeiteten, es zwar nicht wagten, mit ihnen zu sprechen, aber fast täglich Essen vor die Haustür stellten. Ohne diese zusätzliche Nahrung hätten sie die Zeit im Messelager nicht überlebt.

## Nach Kriegsende
Im Dezember 1947 wurde der ehemalige Lagerleiter Karl Völkner wegen seiner Zugehörigkeit zur SS zu einer Geldstrafe von 9000 Mark verurteilt, der Lagerarzt Erich Möllenhoff im Februar 1948 zu einer Geldstrafe von 4000 Mark. Bis Mitte der 1960er Jahre war das Messelager Köln kein Gegenstand weiterer staatsanwaltlicher Ermittlungen. Erst 1966 begann die Zentrale Stelle der Landesjustizverwaltungen zur Aufklärung nationalsozialistischer Verbrechen in Ludwigsburg mit systematischen Ermittlungen gegen Völkner, auch wegen Mordes, die sich jedoch als äußerst schwierig erwiesen, da es nur wenige gerichtsverwertbare Aussagen von ehemaligen Häftlingen gab. Im Januar 1975 wurde das Verfahren gegen Völkner eingestellt.

## Erinnerung

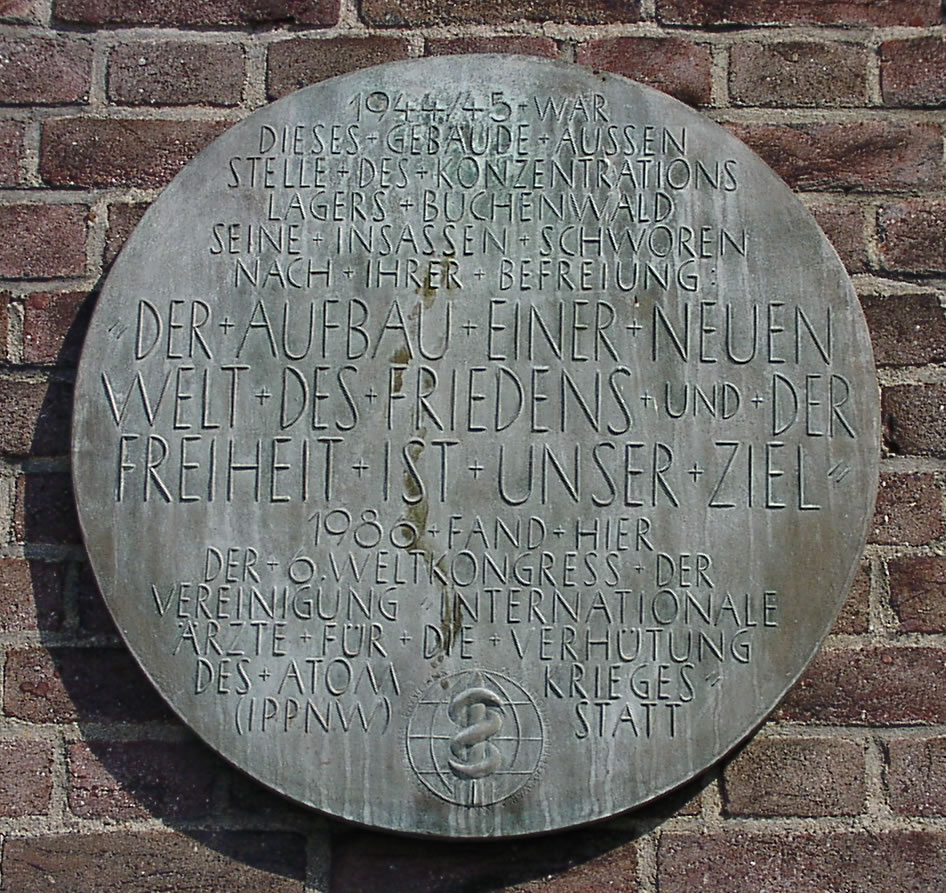
Tafel zur Erinnerung an das Lager am Eingang des Messeturms

Viele Jahre war die Tatsache, dass das Messelager neben dem EL-DE-Haus ein zentraler Ort der Unterdrückung durch die NS-Diktatur in Köln gewesen war, in der Stadt nahezu vergessen. In einer Festschrift zum 25-jährigen Bestehen der Messe im Jahre 1949 wurde dieses Kapitel verschwiegen. Seit 1981 erinnert eine Gedenktafel am Eingang des Messeturms an die Existenz des Lagers. In den folgenden Jahren bildeten sich in Köln Initiativen, die sich die Erforschung der Vorgänge um das Lager sowie deren Bekanntmachung zur Aufgabe machten. Die Projektgruppe Messelager machte mit einem Symposium im Jahr 1989, zu dem erstmals auch Überlebende der verschiedenen Lager aus der Sowjetunion, Polen, Frankreich, Belgien und den Niederlanden eingeladen waren, das Messelager einer breiteren Kölner Öffentlichkeit bekannt. Die Tatsache, dass die Stadt Köln selbst 1942 bis 1944 ein KZ-Außenlager von Buchenwald betrieben hatte, war ein entscheidendes Argument für das seit 1990 bis heute von der Stadt Köln durchgeführte und der Projektgruppe Messelager begleitete Besuchsprogramm für ehemalige KZ-Häftlinge, Kriegsgefangene sowie Zwangsarbeiter. 1993 weihte Oberbürgermeister Norbert Burger am Deutzer Rheinufer ein Mahnmal für die Menschen ein, die im Messelager gefangen gehalten oder über das Messelager deportiert worden waren. 1996 erschien das Buch Messelager Köln, das die Geschichte des Lagers ausführlich darstellt.

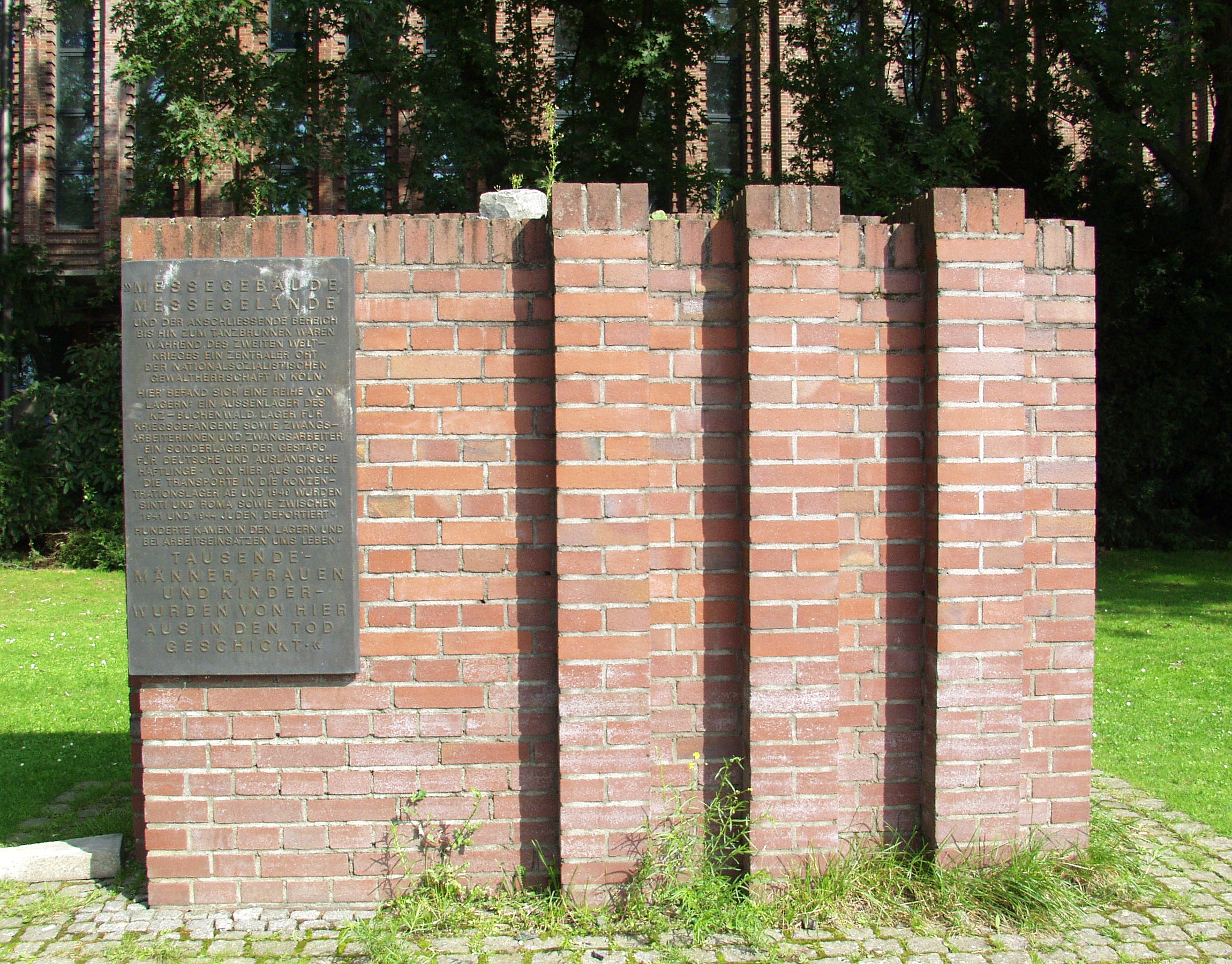
Mahnmal an den Rheinhallen

Diese Inschrift erinnert auf einer Gedenktafel an der dem Rhein zugewandten Seite der Rheinhallen:

„Messegebäude, Messegelände und der anschließende Bereich bis hin zum Tanzbrunnen waren während des zweiten Weltkrieges ein zentraler Ort der nationalsozialistischen Gewaltherrschaft in Köln.

Hier befand sich eine Reihe von Lagern: Ein Außenlager des KZ Buchenwald, Lager für Kriegsgefangene sowie Zwangsarbeiter, ein Sonderlager der Gestapo für deutsche und ausländische Häftlinge. Von hier aus gingen die Transporte in die Konzentrationslager ab und 1940 wurden Sinti und Roma sowie zwischen 1941 und 1944 Juden deportiert.

Hunderte kamen in den Lagern und bei Arbeitseinsätzen ums Leben.

Tausende – Männer, Frauen und Kinder – wurden von hier aus in den Tod geschickt.“

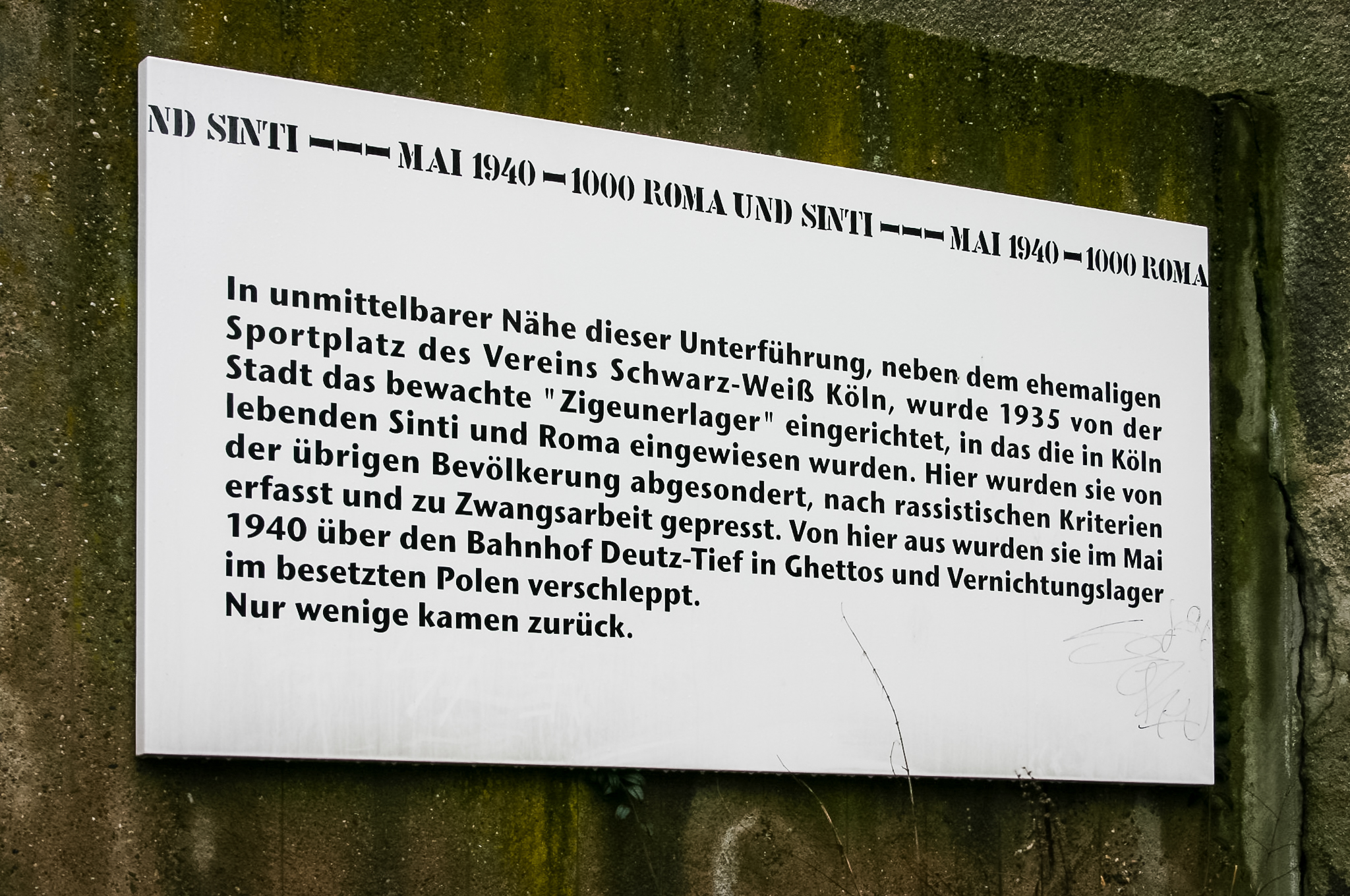
Tafel zum Gedenken an die verschleppten Sinti und Roma, die im Messelager Köln zur Deportation versammelt worden waren.

50 Jahre nach der Verschleppung der Kölner Sinti und Roma zog der Künstler Gunter Demnig im Jahre 1990 eine 16 Kilometer lange Farblinie – die Spur der Erinnerung – von ihrem ehemaligen Wohnplatz zum Deutzer Bahnhof. Die originale Linie ist nicht mehr erhalten, an markanten Punkten der Strecke sind aber kurze Abschnitte aus Bronze in den Boden eingelassen. An einer Bahnunterführung an der Venloer Straße, in Nähe des Schwarz-Weiß-Platzes in Köln-Bickendorf, wurde eine Gedenktafel angebracht.